# (119) Altea
(119) Altea és un asteroide que forma part del cinturó d'asteroides i va ser descobert el 3 d'abril de 1872 per James Craig Watson des de l'observatori Detroit d'Ann Arbor, als Estats Units d'Amèrica. Rep aquest nom per Altea, un personatge de la mitologia grega. Està situat a una distància mitjana de 2,582 ua del Sol, i pot apropar-se fins a 2,373 ua. La seva inclinació orbital és 5,782° i l'excentricitat 0,08101. Triga a completar una òrbita al voltant del Sol 1.515 dies.